# آشپزی تایلندی

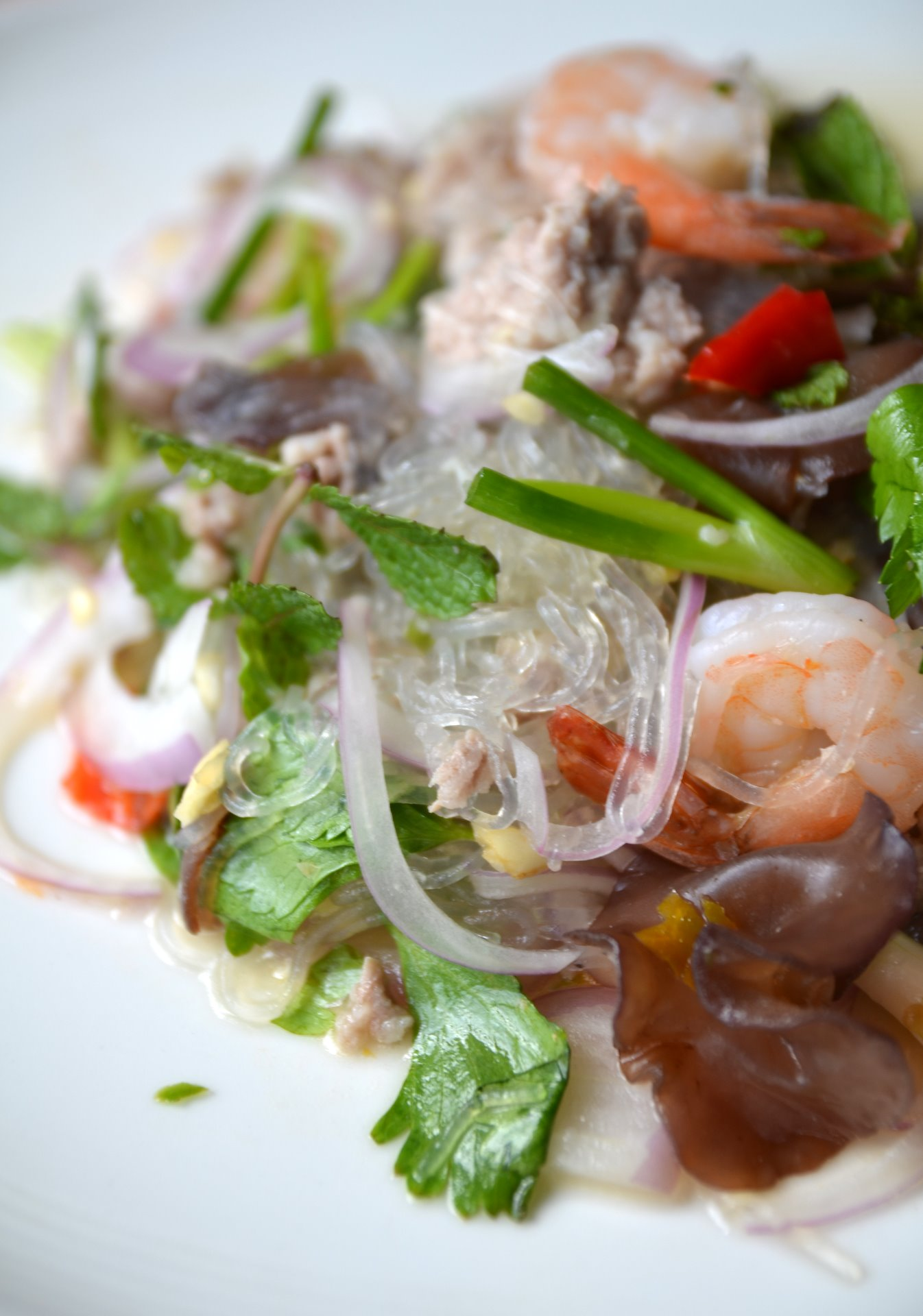
یام وون سن کونگ: سالاد تایلندی با رشته فرنگی شیشه ای و میگو

آشپزی تایلندی (تایلندی: อาหารไทย، آرتی‌جی‌اس: ahan thai , تلفظ ʔā:.hǎ:n tʰāj) شامل طبخ غذای ملی تایلند است.
پخت‌وپز تایلندی تأکید زیادی بر غذاهای سبک تهیه شده با اجزای معطر قوی و چاشنی تند دارد. سرآشپز تایلندی مک دانگ غذای تایلندی را به عنوان «پیچیدگی، توجه به جزئیات، بافت، رنگ، طعم، و استفاده از مواد با فواید دارویی، و همچنین عطر و طعم خوب» و همچنین مراقبت از ظاهر، بو و مواد غذایی توصیف می‌کند. سرآشپز استرالیایی دیوید تامپسون، متخصص غذای تایلندی، مشاهده می‌کند که برخلاف بسیاری از غذاهای دیگر، آشپزی تایلندی "در مورد شعبده بازی با عناصر متفاوت برای ایجاد یک پایان هماهنگ است. مانند یک آکورد پیچیده موسیقی، باید سطح صاف داشته باشد اما مهم نیست که در زیر آن چه اتفاقی می‌افتد. در اینجا سادگی امر ساده‌ای نیست. "
غذاهای تایلندی سنتی به چهار دسته طبقه‌بندی می: تام (ظروف آب‌پز)، یام (سالاد تند)، تم (غذاهای زد)، و گاینگ (ادویه کاری) که از پخت‌وپز چینی ناشی می‌شود.
در سال ۲۰۱۷، هفت غذای تایلندی در لیست «۵۰ غذای برتر جهان» در یک نظرسنجی آنلاین از ۳۵۰۰۰ نفر در سراسر جهان که توسط CNN Travel، انجام شد قرار گرفتند. غذاهای تایلند بیش از هر کشور دیگری در این این فهرست بود. آنها عبارتند از: تام یام گونگ (رتبه ۴)، پد تایلندی (۵)، سوم تام (۶)، کاری ماسامان (۱۰)، کاری سبز (۱۹)، برنج سرخ شده تایلندی (۲۴) و مو نام توک (۳۶).

## تاریخ

### تأثیرات تاریخی

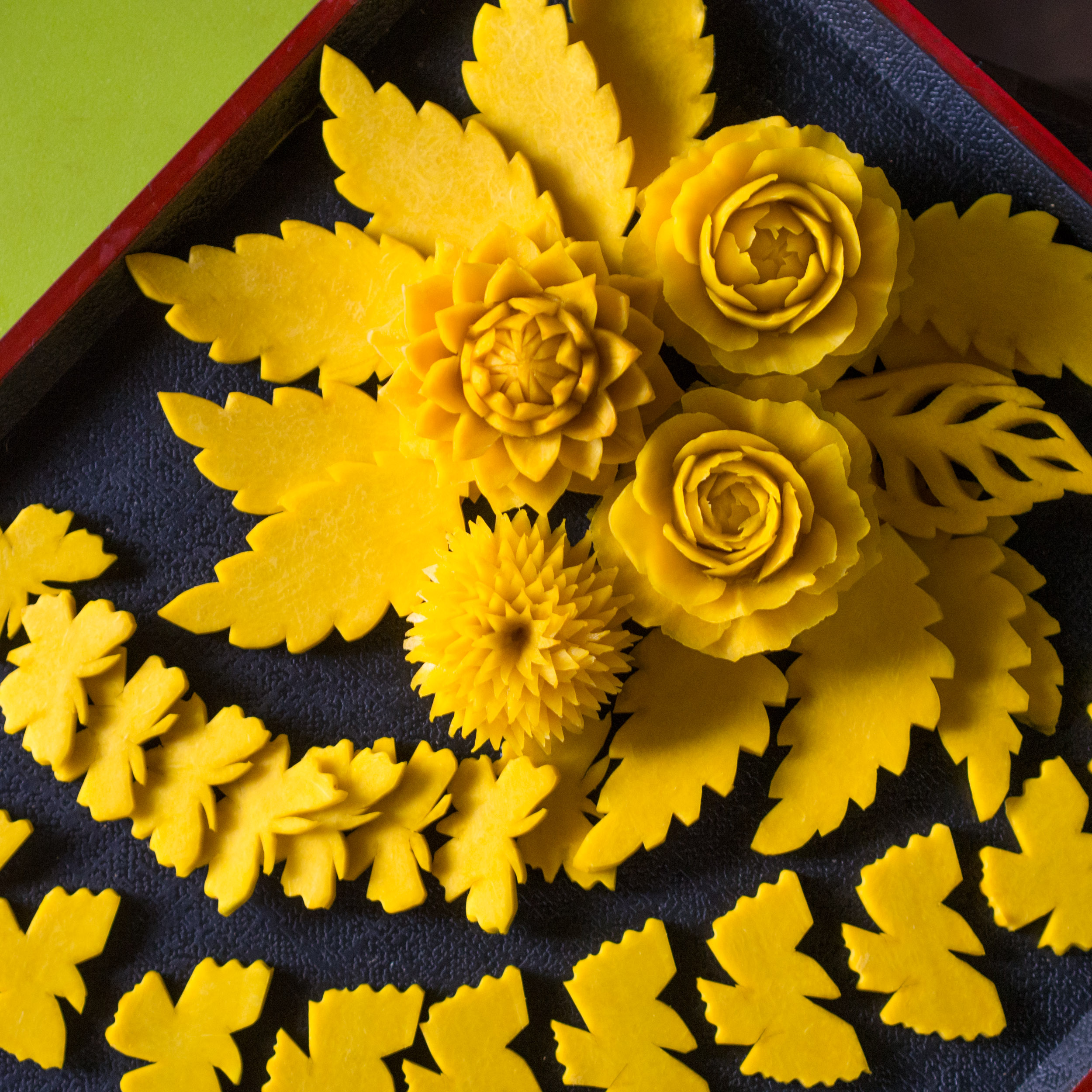
تصور می‌شود که هنر کنده‌کاری سبزیجات از پادشاهی سوخوتای نزدیک به ۷۰۰ سال پیش سرچشمه گرفته‌است.

غذاهای تایلندی و سنت‌ها و غذاهای آشپزی همسایگان تایلند، به ویژه هند، مالزی و اندونزی، در طول قرن‌ها به‌طور متقابل یکدیگر را تحت تأثیر قرار داده‌اند.
طبق نوشته راهب تایلندی، غذاهای تایلندی تحت تأثیر غذاهای هندی قرار گرفته‌است. وی نوشت مردم تایلند نحوه استفاده از ادویه جات را به طرق مختلف در غذای خود از هندی‌ها آموخته‌اند. تایلندی‌ها همچنین روش‌های ساخت داروهای گیاهی را از هندی‌ها تهیه کردند. برخی از گیاهان مانند سرابی از خانواده، کلازیاسه یا هرسینگار از هند آورده شده‌اند.

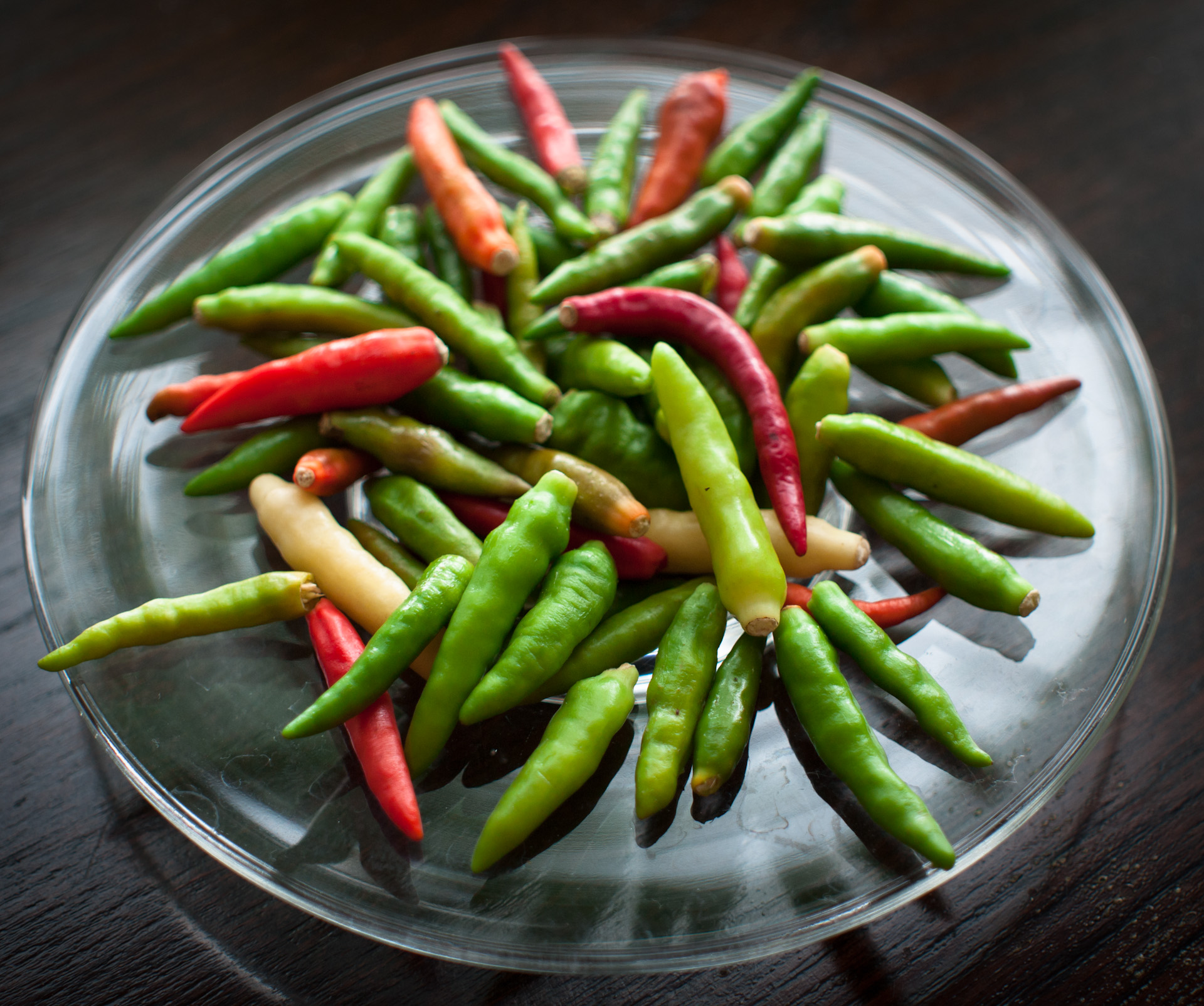
فلفل چیلی، اصالتاً از قاره آمریکا است، توسط پرتغالی‌ها و اسپانیایی‌ها به تایلند وارد شد.

نفوذ غرب، در ۱۵۱۱ زمانی که اولین مأموریت دیپلماتیک از پرتغال در دربار آیوتایا وارد شدند شروع شد. موی فرشته و کایا، که در آن شیر نارگیل به جای شیر گاو در ساخت کاستارد استفاده می‌شود گفته می‌شود که در قرن هفدهم توسط ماریا گویومار دو پینها، زنی از نژاد مختلط ژاپنی - پرتغالی - بنگالی که در آیوتایا متولد شده بود، به تایلند آورده شد و همسر کنستانتین فالکون، مشاور یونانی پادشاه نارای بود. مهمترین تأثیر بر آشپزی تایلندی از غرب ورود فلفل چیلی از قاره آمریکا در قرن ۱۶ یا ۱۷ است. فلفل و برنج اکنون دو مورد از مهمترین مواد تشکیل دهنده غذاهای تایلندی هستند. در طول مبادله کلمبی، کشتی‌های پرتغالی و اسپانیایی مواد غذایی جدیدی از قاره آمریکا از جمله گوجه فرنگی، ذرت، پاپایا، بادمجان، آناناس، کدو تنبل، کلانترو، بادام هندی و بادام زمینی به ارمغان آوردند.

### تغییرات منطقه ای
تغییرات منطقه ای معمولاً با کشورهای همسایه (اغلب دارای فرهنگ و قومیت مشترک در دو طرف مرز) و همچنین آب و هوا و جغرافیا ارتباط دارند. غذاهای تایلندی شمالی غذاهای مشترکی با ایالت شان در برمه، شمال لائوس و همچنین استان یوننان در چین دارد، در حالی که غذاهای ایسان (شمال شرقی تایلند) شبیه جنوب لائوس است و همچنین تحت تأثیر غذاهای خمر از کامبوج در جنوب، و با غذاهای ویتنامی در شرق آن بوده‌است. جنوب تایلند، با بسیاری از غذاهای حاوی مقادیر شیر نارگیل و زردچوبه تازه همراه است که این غذاها را با غذاهای هند، مالزی و اندونزی مشترک است.
آشپزی تایلندی با دقت بیشتری به عنوان پنج غذای منطقه ای توصیف می‌شود که مربوط به پنج منطقه اصلی تایلند است:
- بانکوک: غذاهای منطقه شهری بانکوک، با تأثیرات مردمان تیوچیو و پرتغالی. علاوه بر این، غذاهای بانکوک بعنوان یک پایتخت گاهی تحت تأثیر غذاهای اختصاصی سلطنتی قرار می‌گیرند. طعم و مزه و شکل ظاهری غذا در بانکوک با گذشت زمان تا حدودی تغییر کرده‌است زیرا تحت تأثیر سایر غذاهای دیگر مانند کشورهای آسیایی، اروپایی یا غربی قرار گرفته‌است.
- تایلند مرکزی: غذاهای دشت‌های مرکزی و مرطوب پرورش برنج، محل پادشاهی‌های سابق تایلند سوخوتای و آیوتایا و فرهنگ دواراواتی مردم مون از قبل از ورود سیامی‌ها به منطقه بوده‌است. شیر نارگیل یکی از مواد اصلی مورد استفاده در غذاهای مرکزی تایلند است.
- ایسان یا شمال شرقی تایلند: غذاهای خشک‌تر فلات خورات، از نظر فرهنگ شبیه لائوس و همچنین تحت تأثیر غذاهای خمر است. مشهورترین ماده احتمالاً پلا را (ماهی تخمیر شده) است.
- تایلند شمالی: غذاهای دره‌های خنک تر و کوه‌های جنگلی ارتفاعات تایلند، که زمانی تحت حکومت پادشاهی لانا سابق و خانه لنزی بوده، مواد زیادی را با آیسان به اشتراک می‌گذارد.
- تایلند جنوبی: غذای کرا استموس که از دو طرف با دریاهای گرمسیری همسایه است، با بسیاری از جزایر خود و از جمله مردم مالایی، سلطنت سابق پاتانی در جنوب مشترک است. استفاده از ادویه‌های گوناگون، تکنیک‌های تهیه غذا و استفاده از فلفل دلمه ای و ادویه جات در غذاهای جنوب تایلند تأثیر به سزایی در کل غذاها دارد.

### غذاهای شاهی
علاوه بر غذاهای محلی، غذاهای سلطنتی تایلند نیز وجود دارد که می‌تواند تاریخچه آن را به غذاهای کاخ جهان وطنی پادشاهی آیوتایا (۱۳۵۱–۱۷۶۷ م) بازگرداند. تصفیه، تکنیک‌های پخت‌وپز، ارائه و استفاده از مواد اولیه تأثیر زیادی در غذاهای دشت‌های مرکزی تایلند داشت.

## نگارخانه

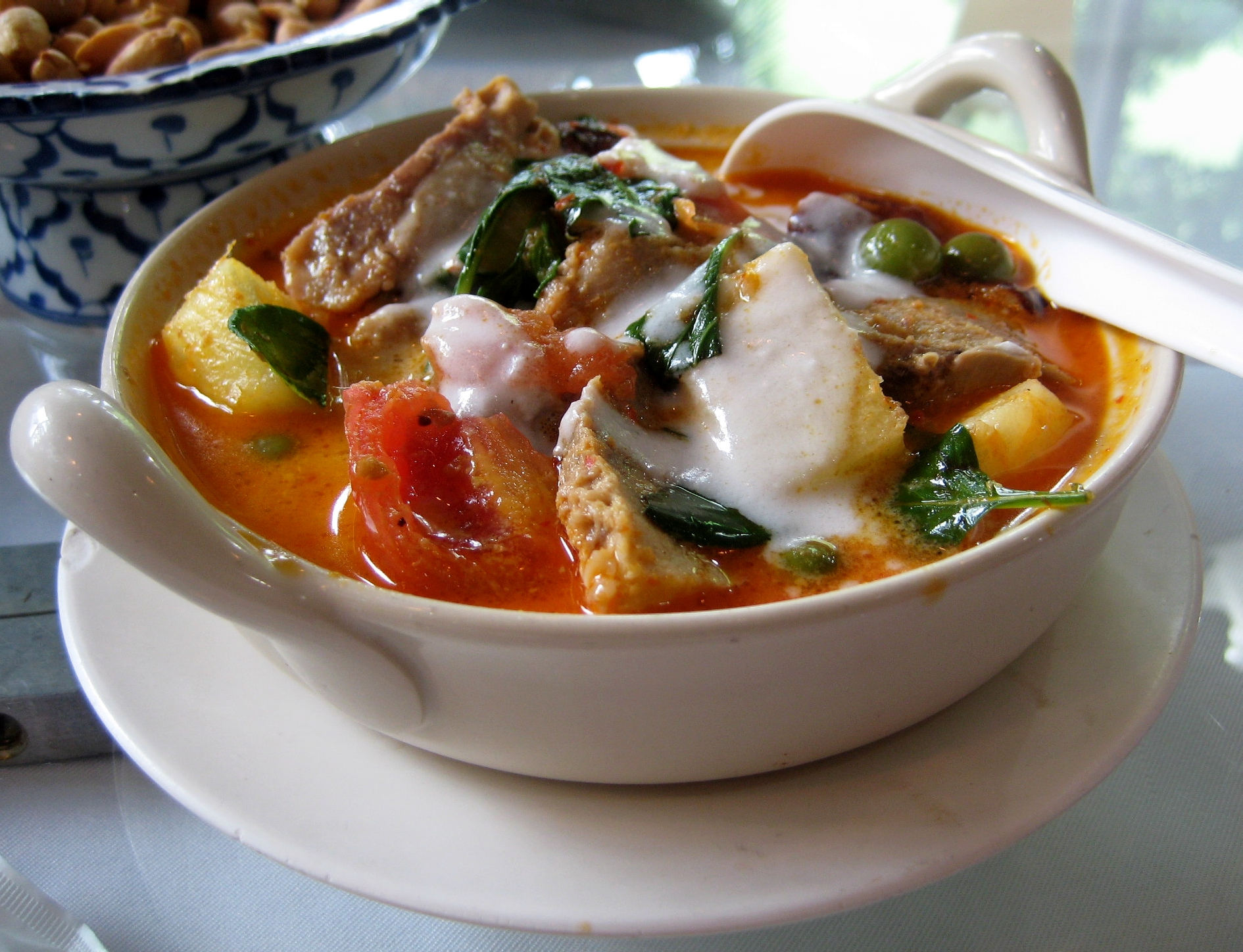
Kaeng phet pet yang، میراث غذاهای کاخ آیوتایا
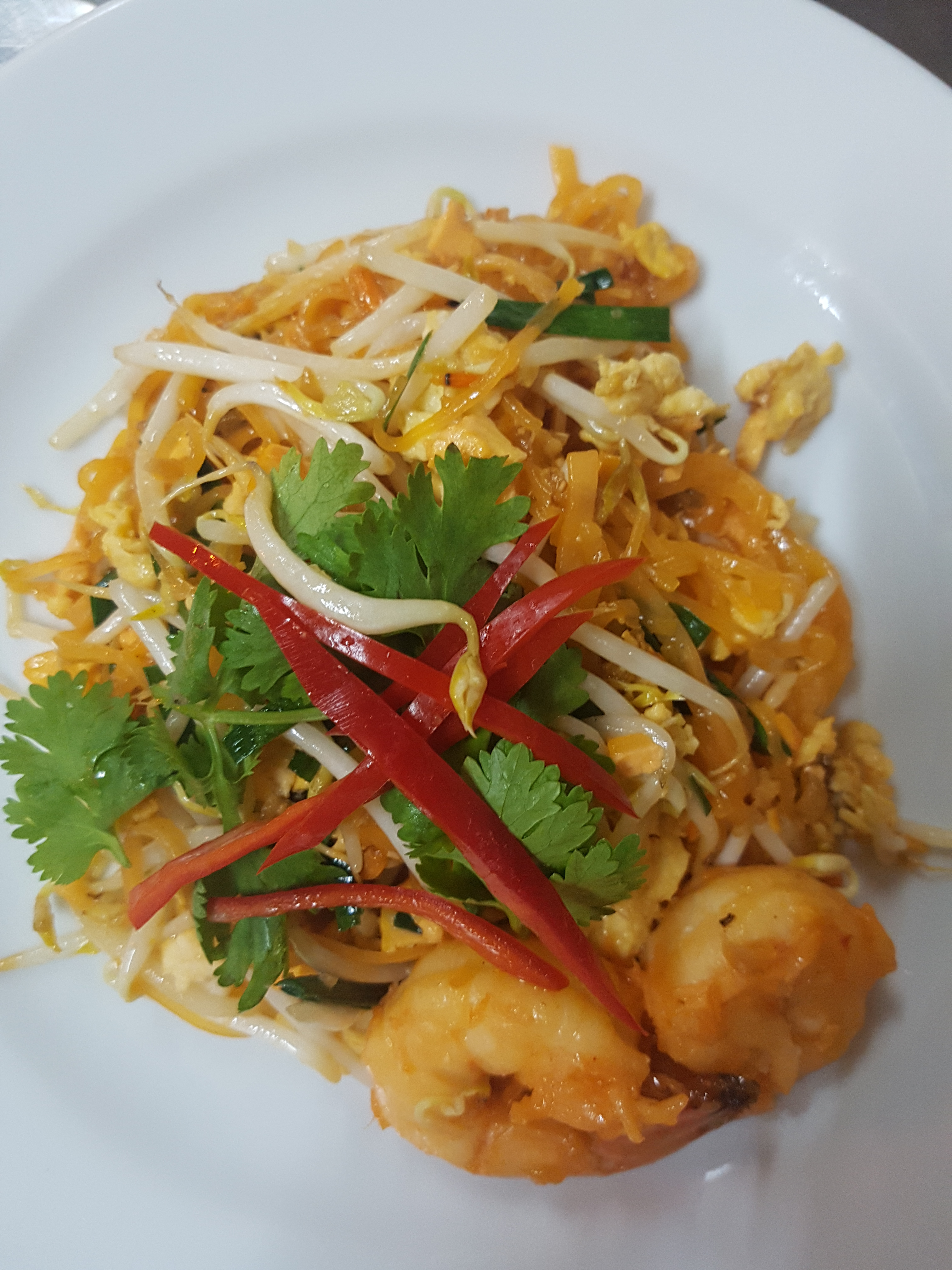
پات تای کونگ، از بانکوک
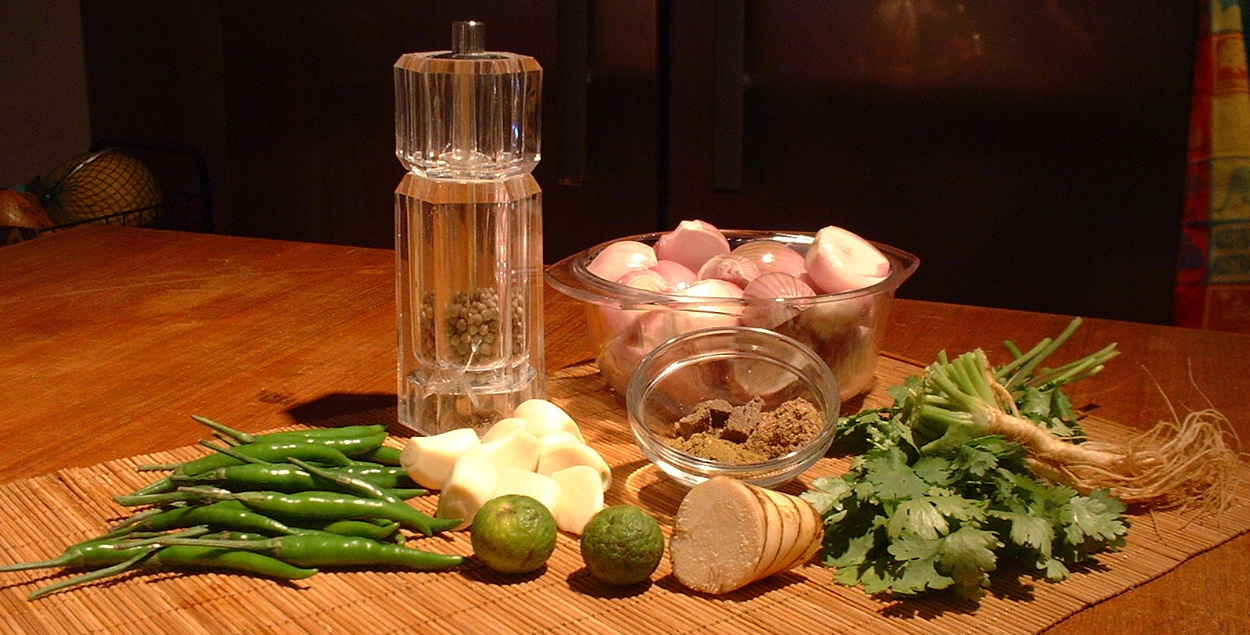
مواد لازم برای تهیه رب کاری سبز
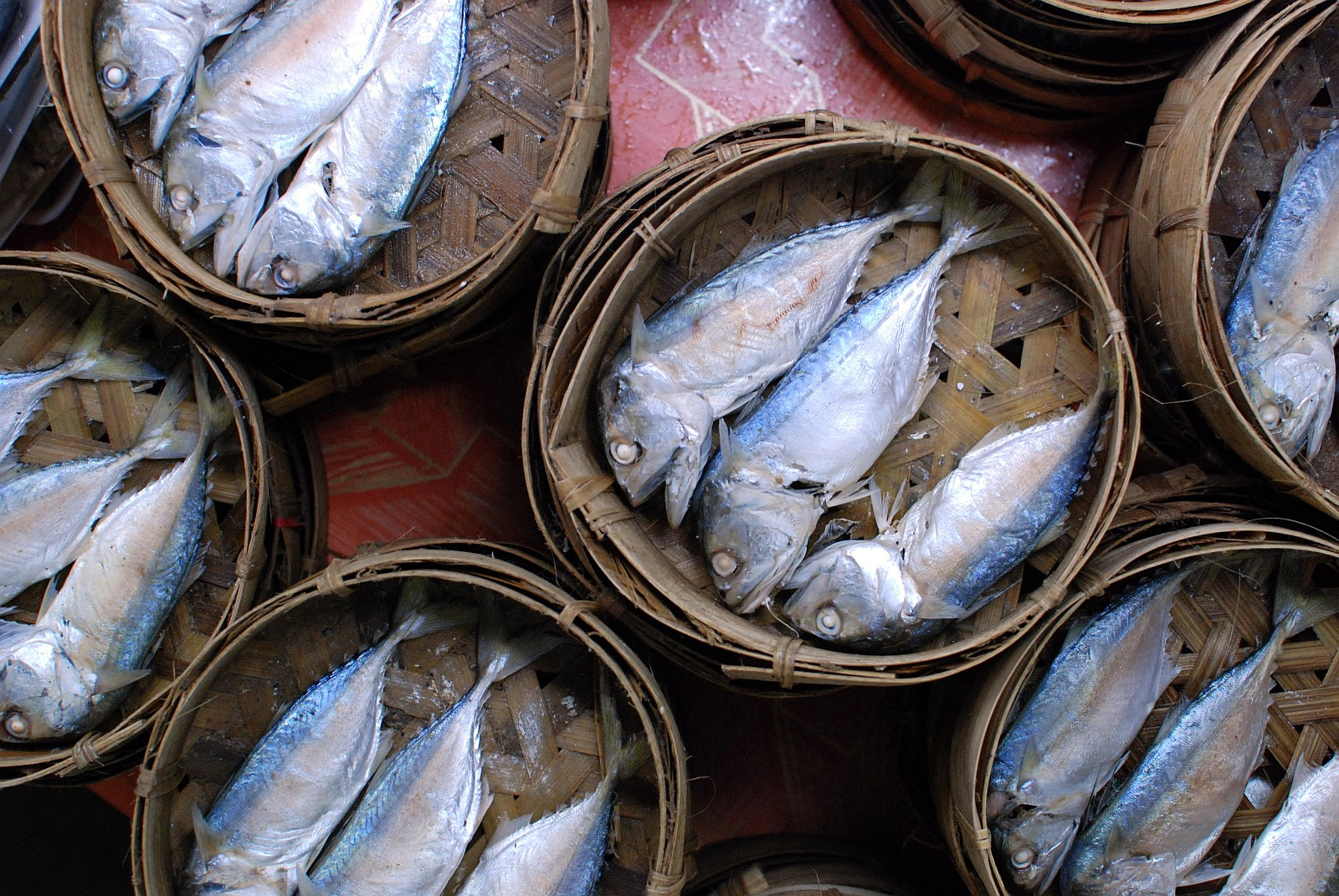
پلا تاو در یک بازار
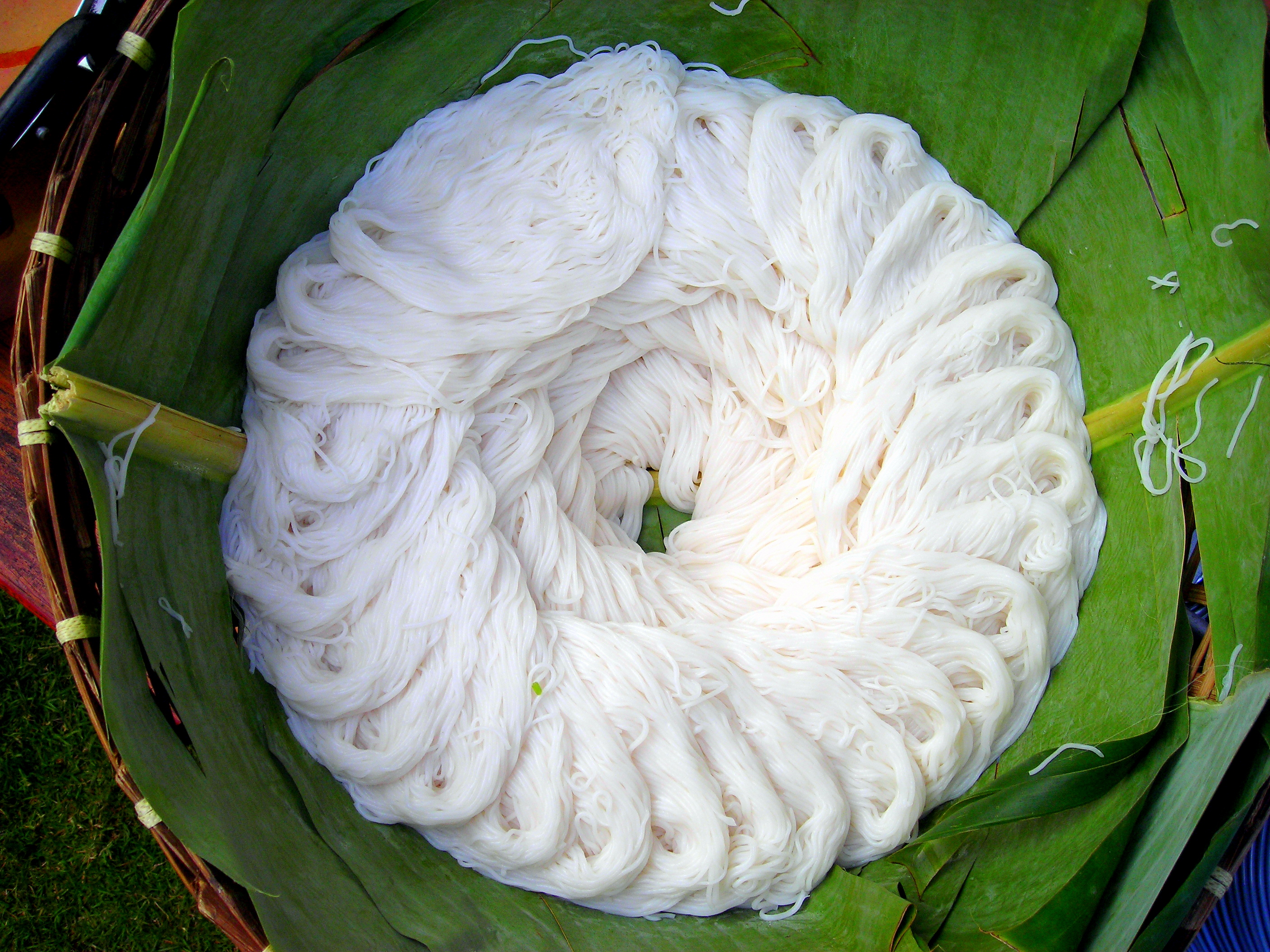
چانه خانوم، رشته فرنگی تایلندی تازه درست شده
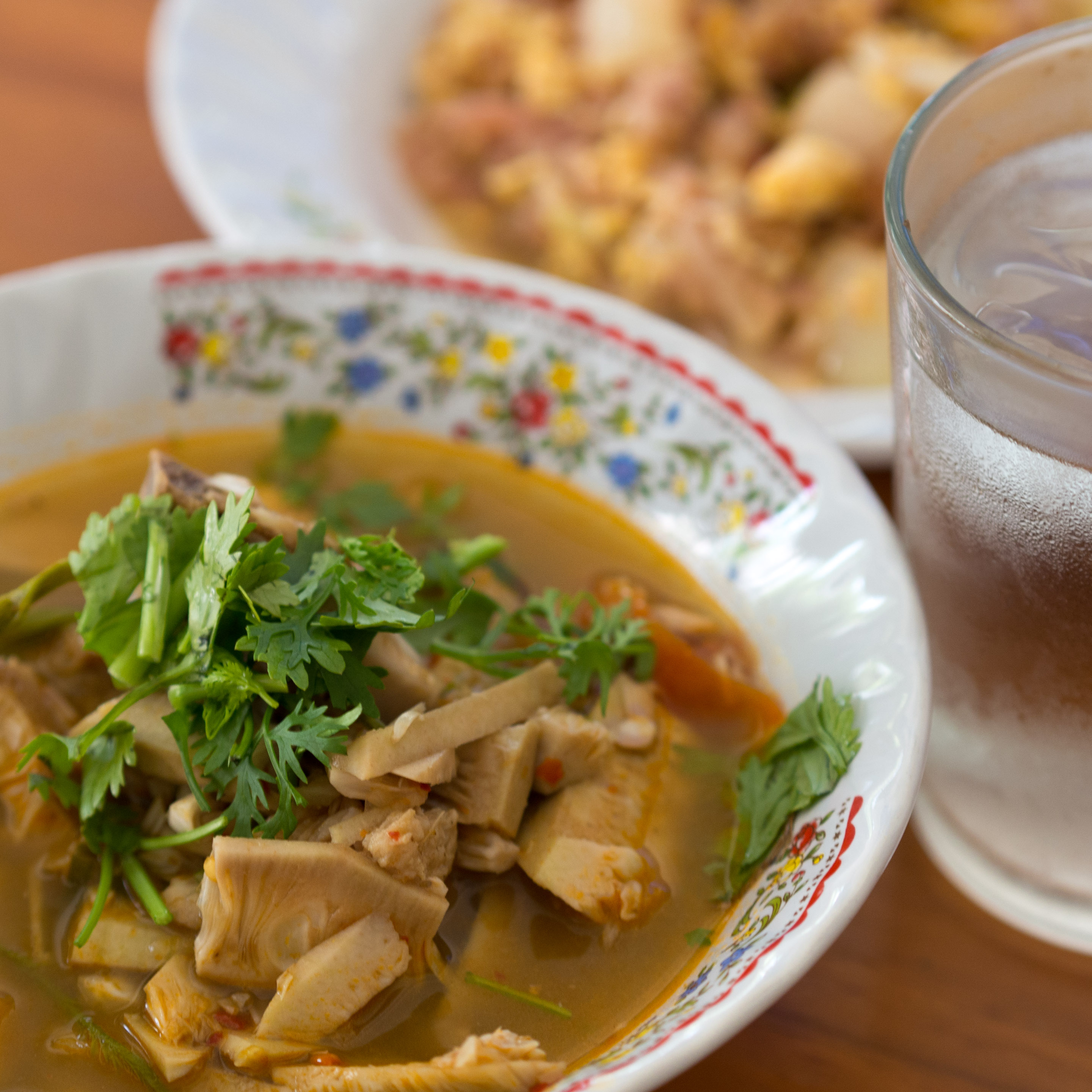
کاینگ کانون، کاری شمالی تایلند که با جک فروت درست می‌شود.
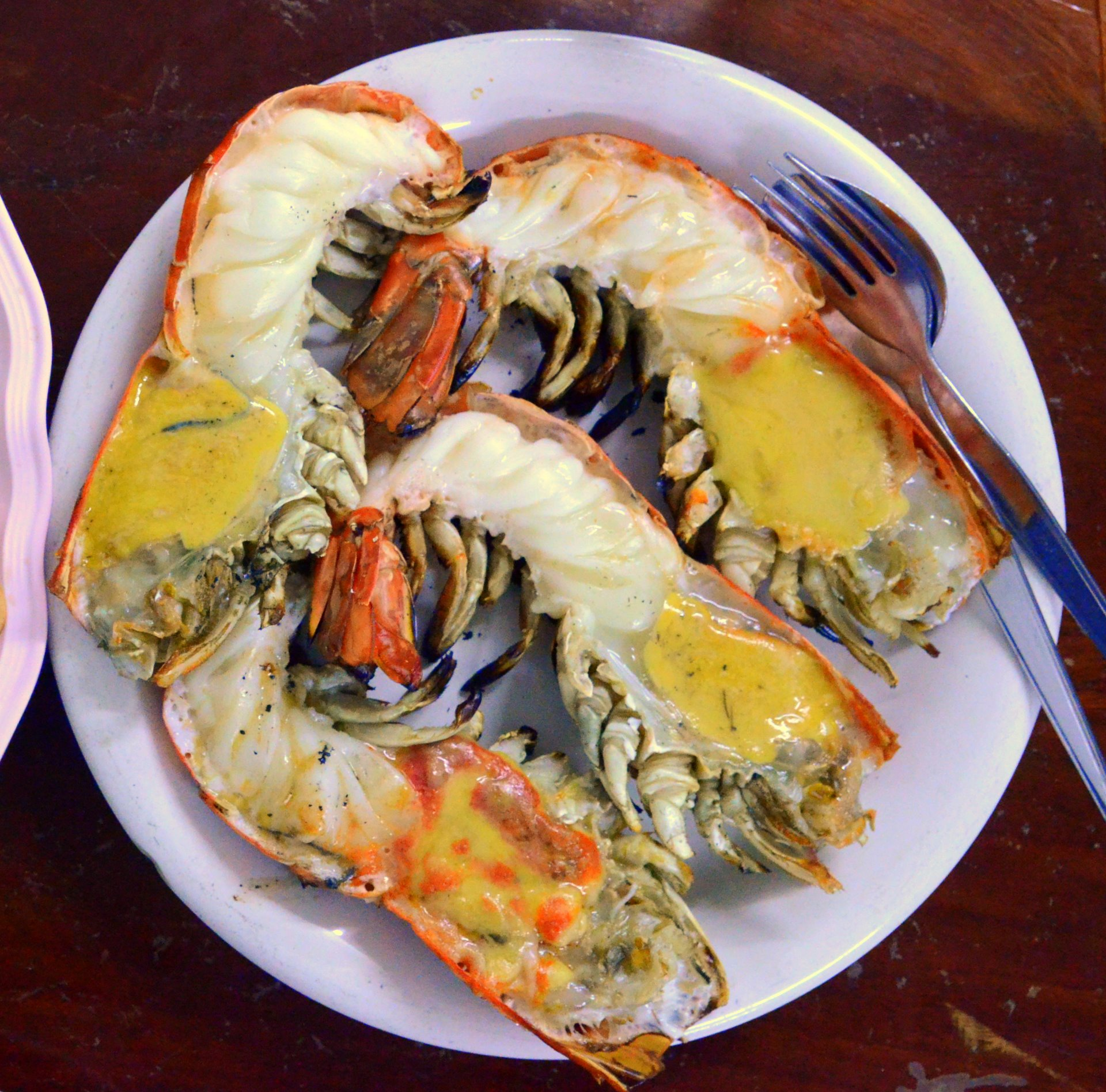
کونگ پائو، میگوهای کبابی، ساخته شده با میگوهای بزرگ رودخانه ای که بومی رودخانه‌های مرکز تایلند هستند.
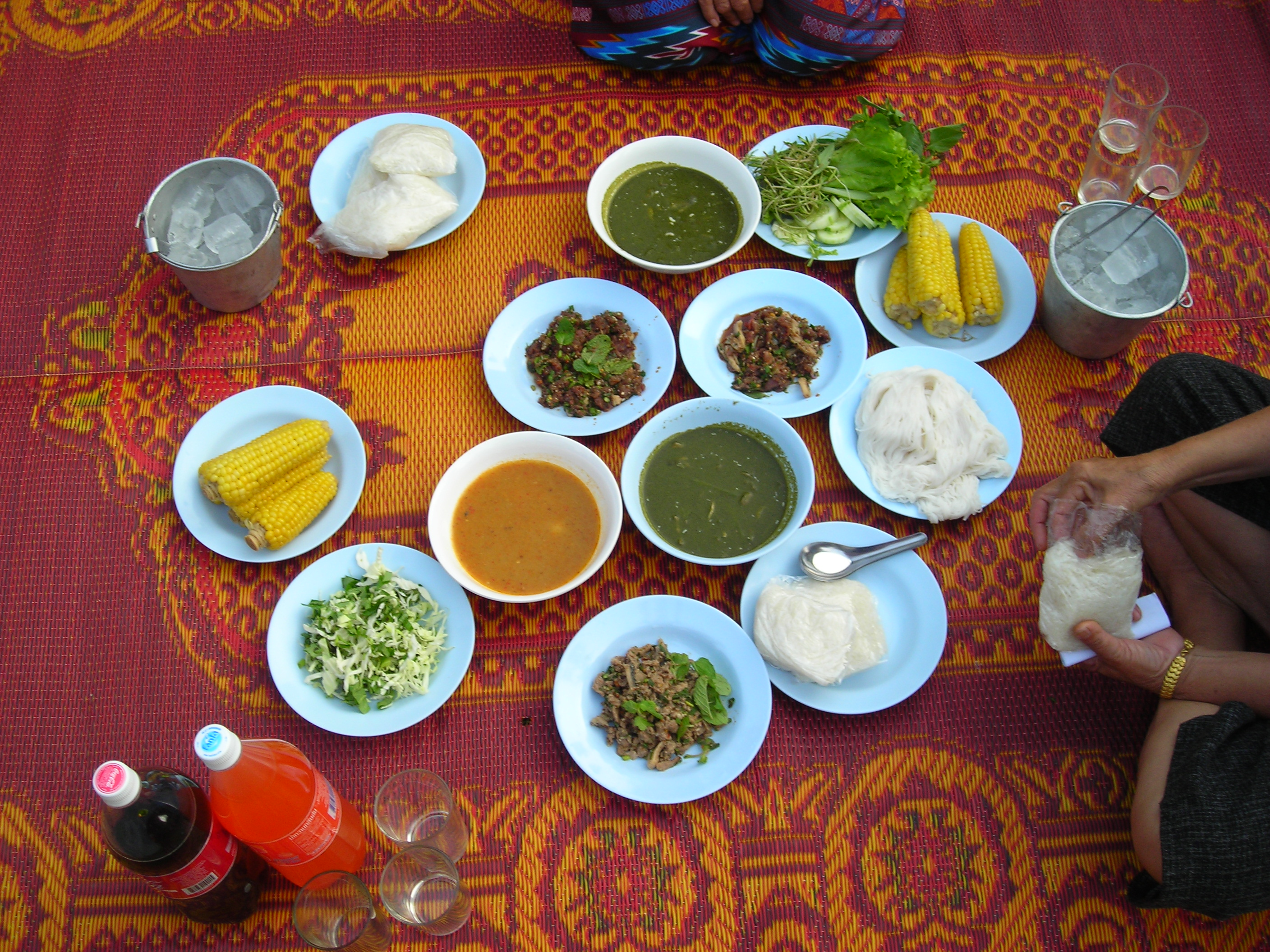
یک صبحانه خانوادگی معمولی در ایسان (شمال شرقی تایلند)
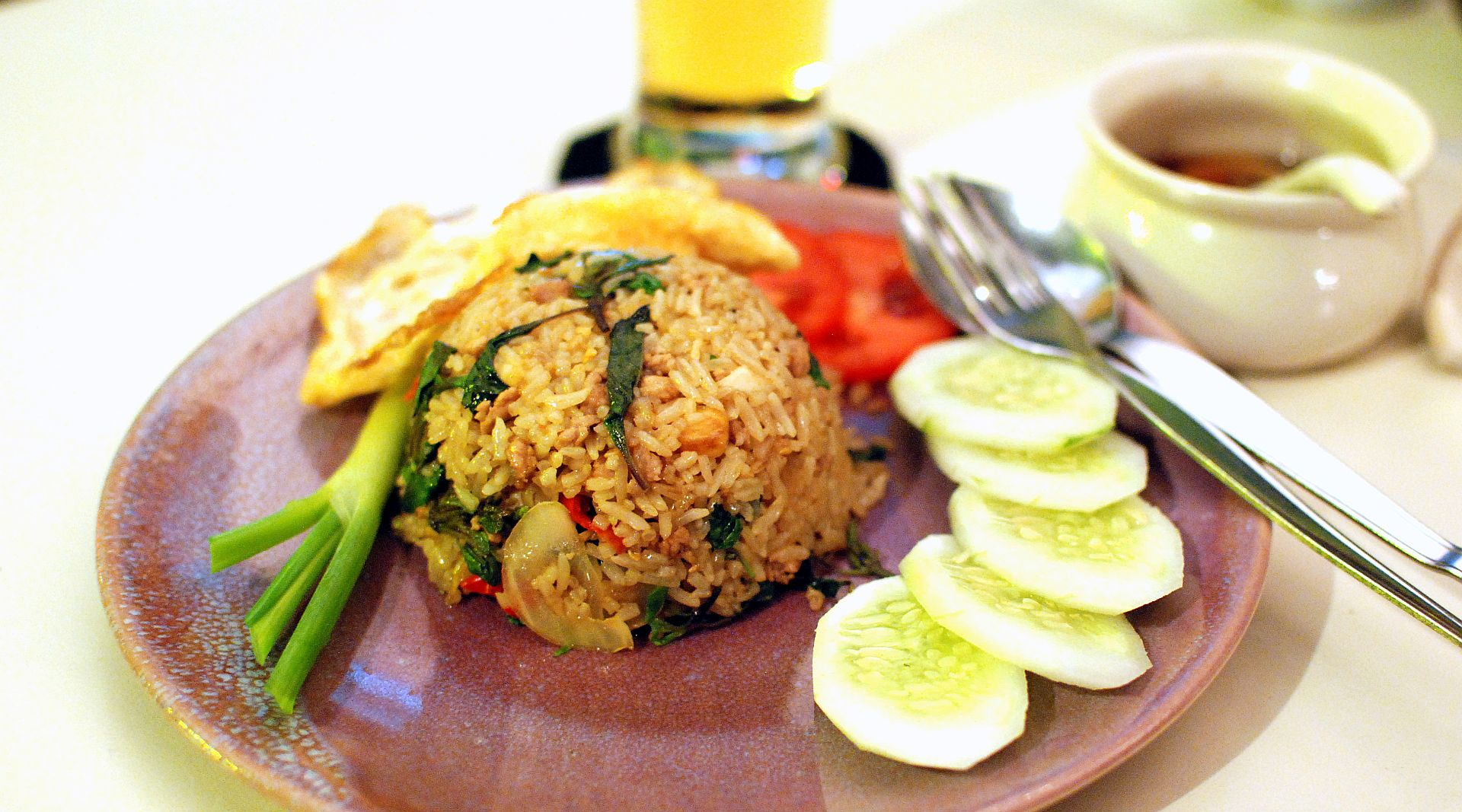
خائو فت
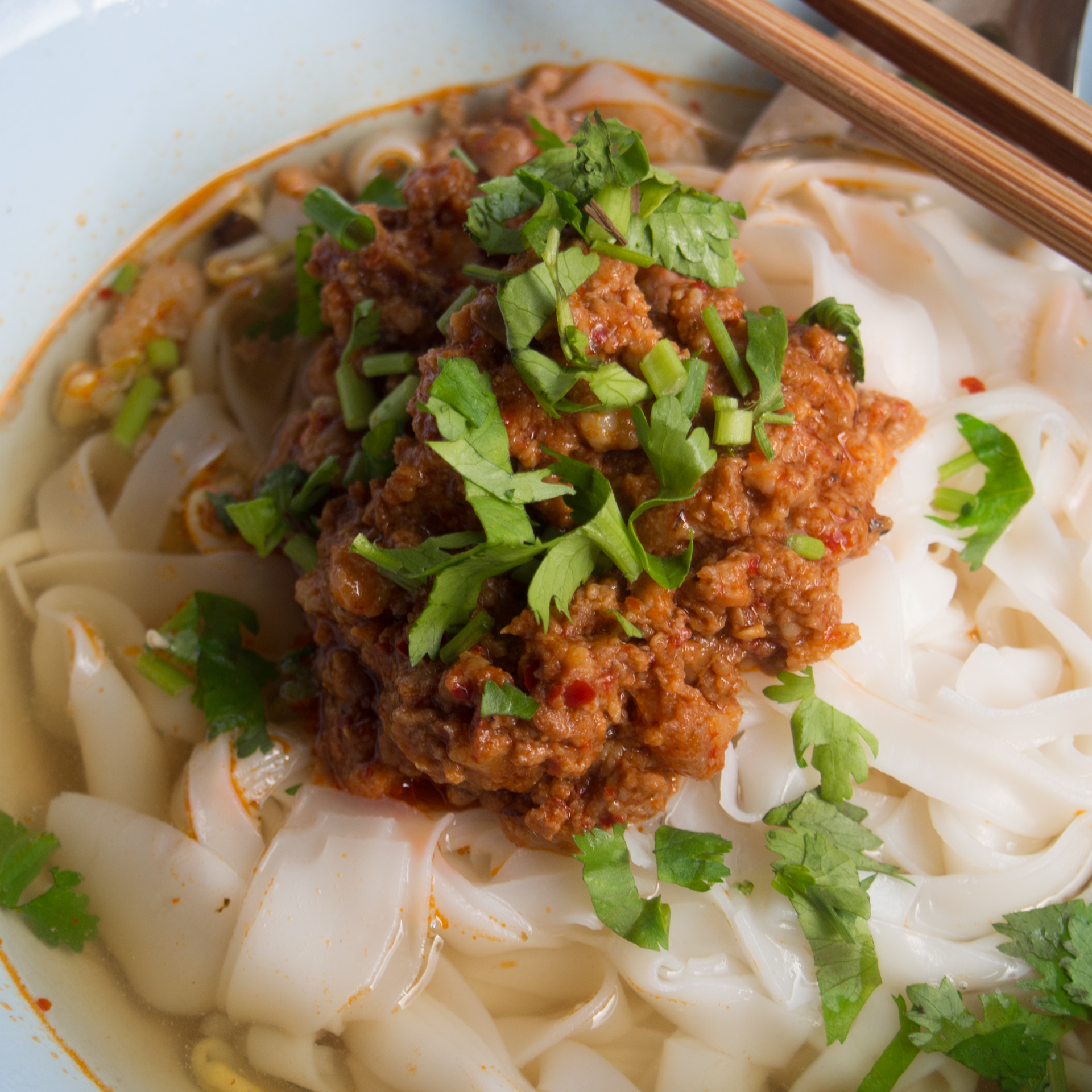
Khao soi nam na
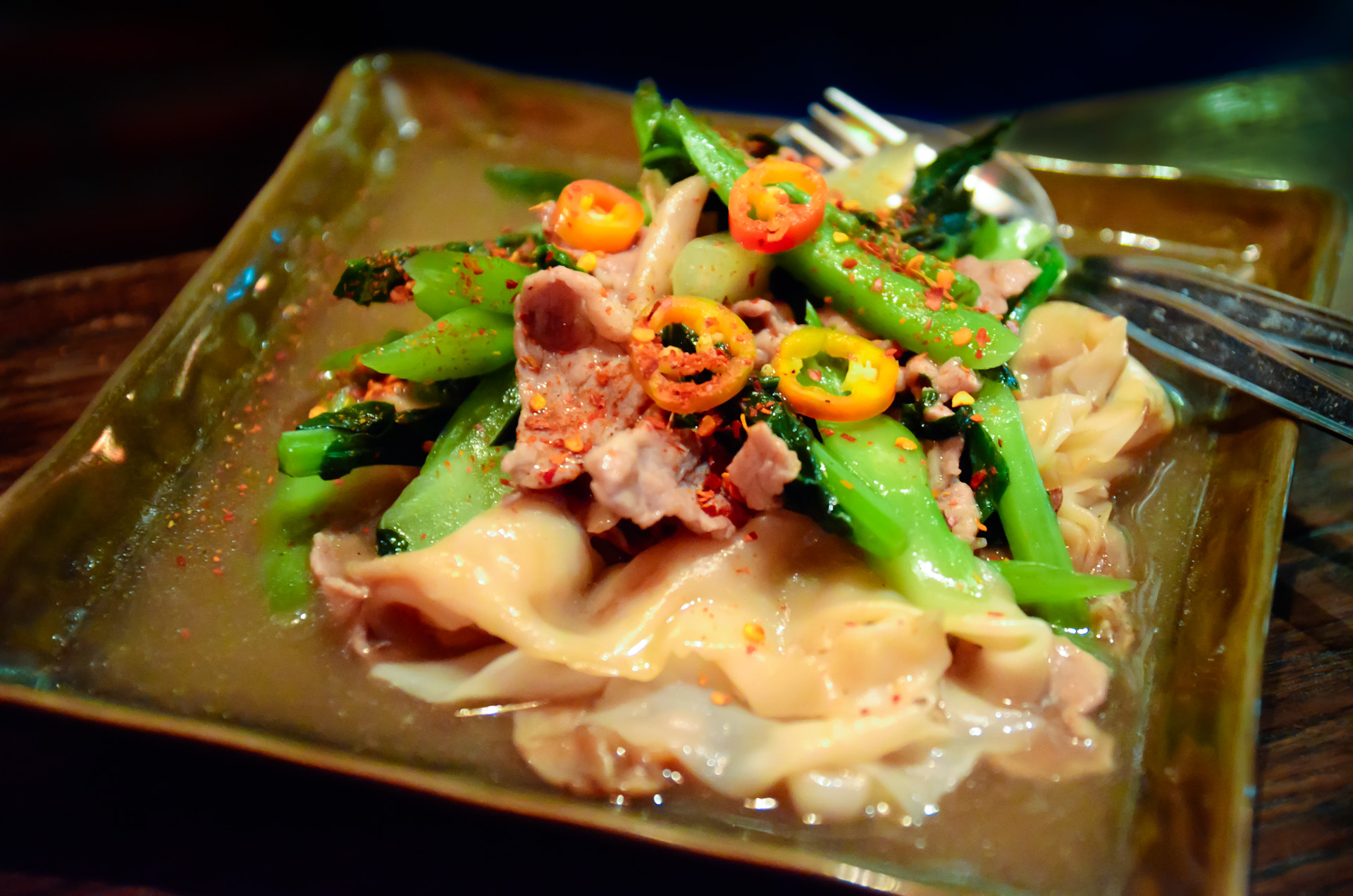
Kuai-tiao Rat Na
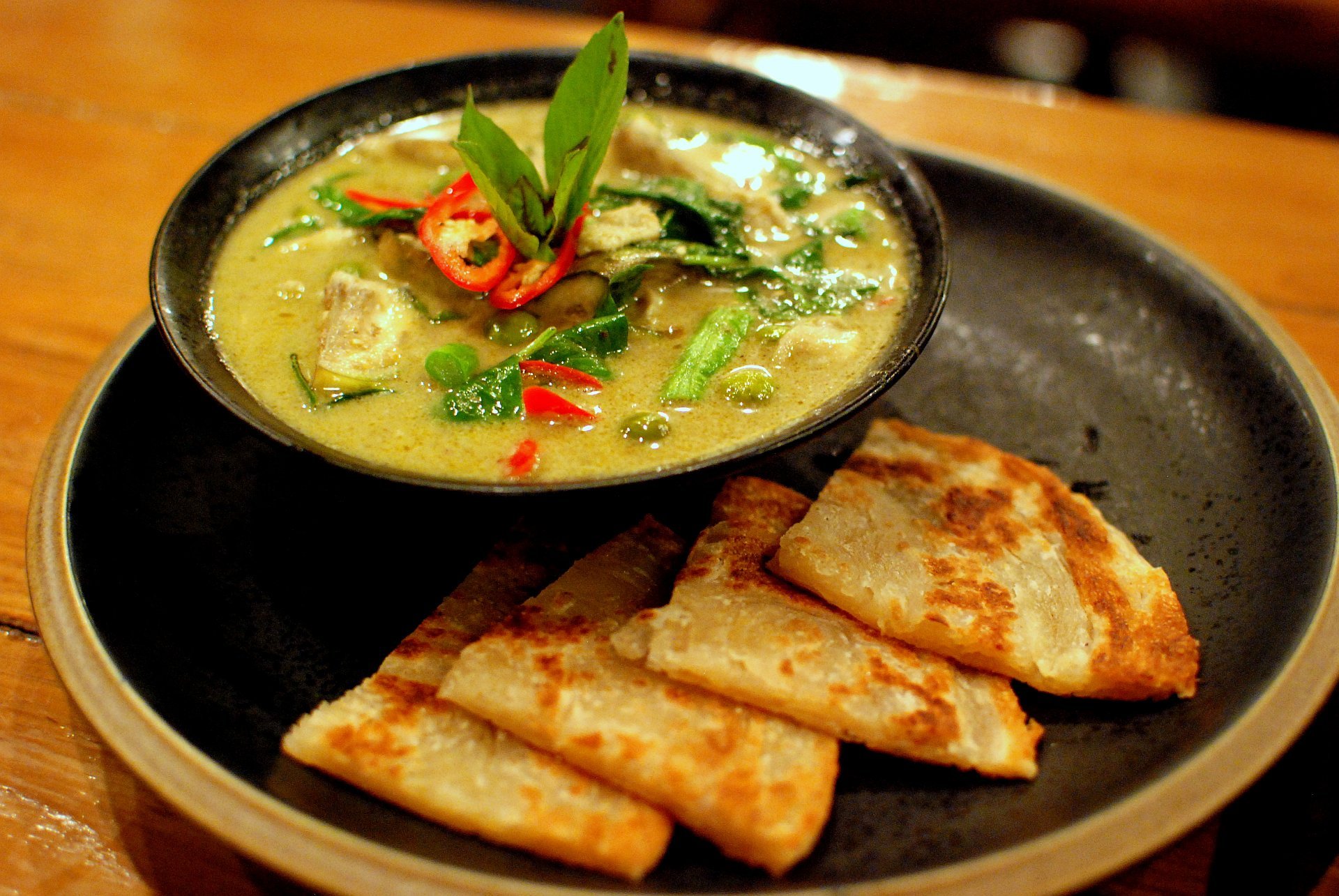
Kaeng khiao wan یا کاری سبز همراه با مرغ، همراه با روتی.
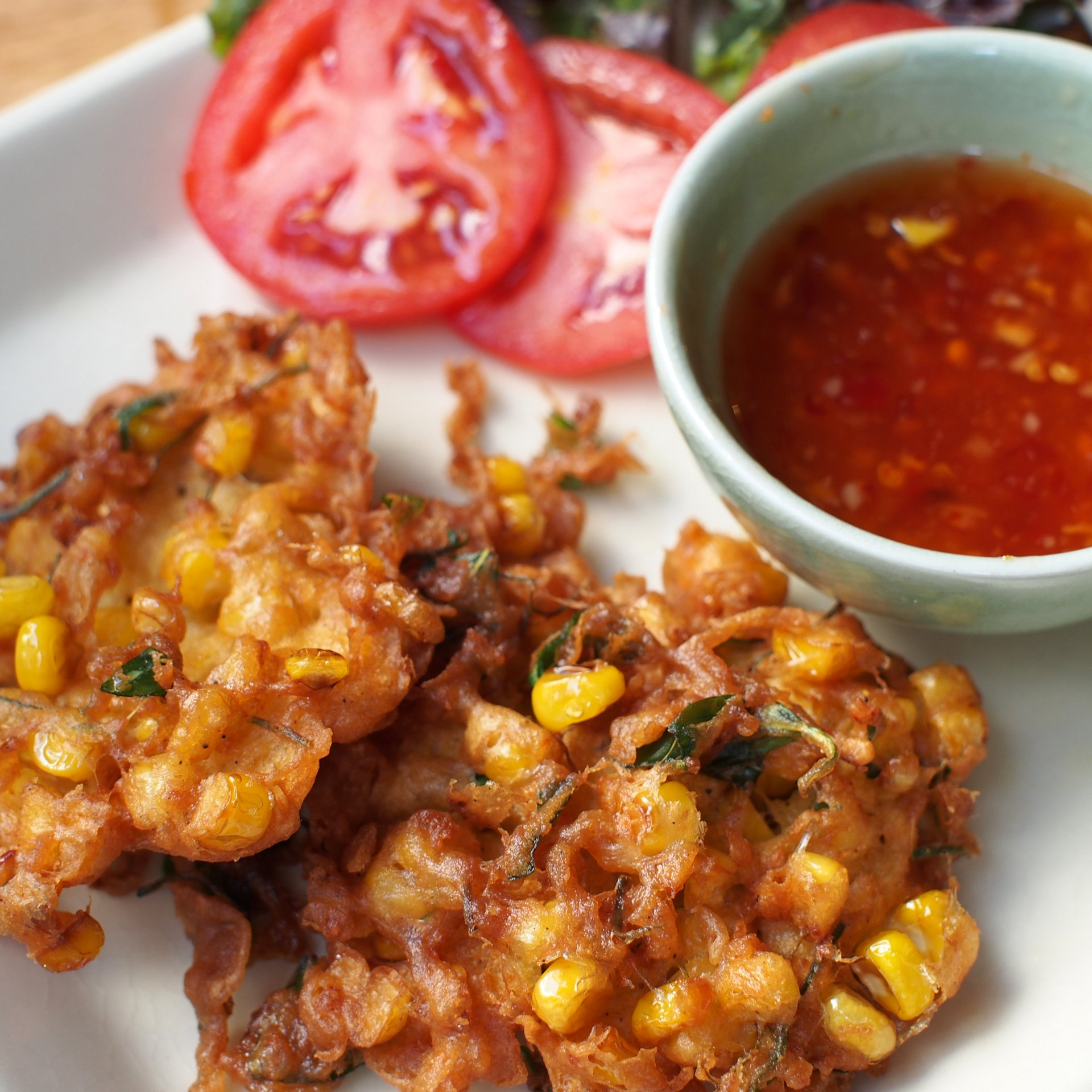
خائوفوت توت من ساخته شده با ذرت و گیاهان، با یک سس چیلی شیرین سرو می‌شوند.
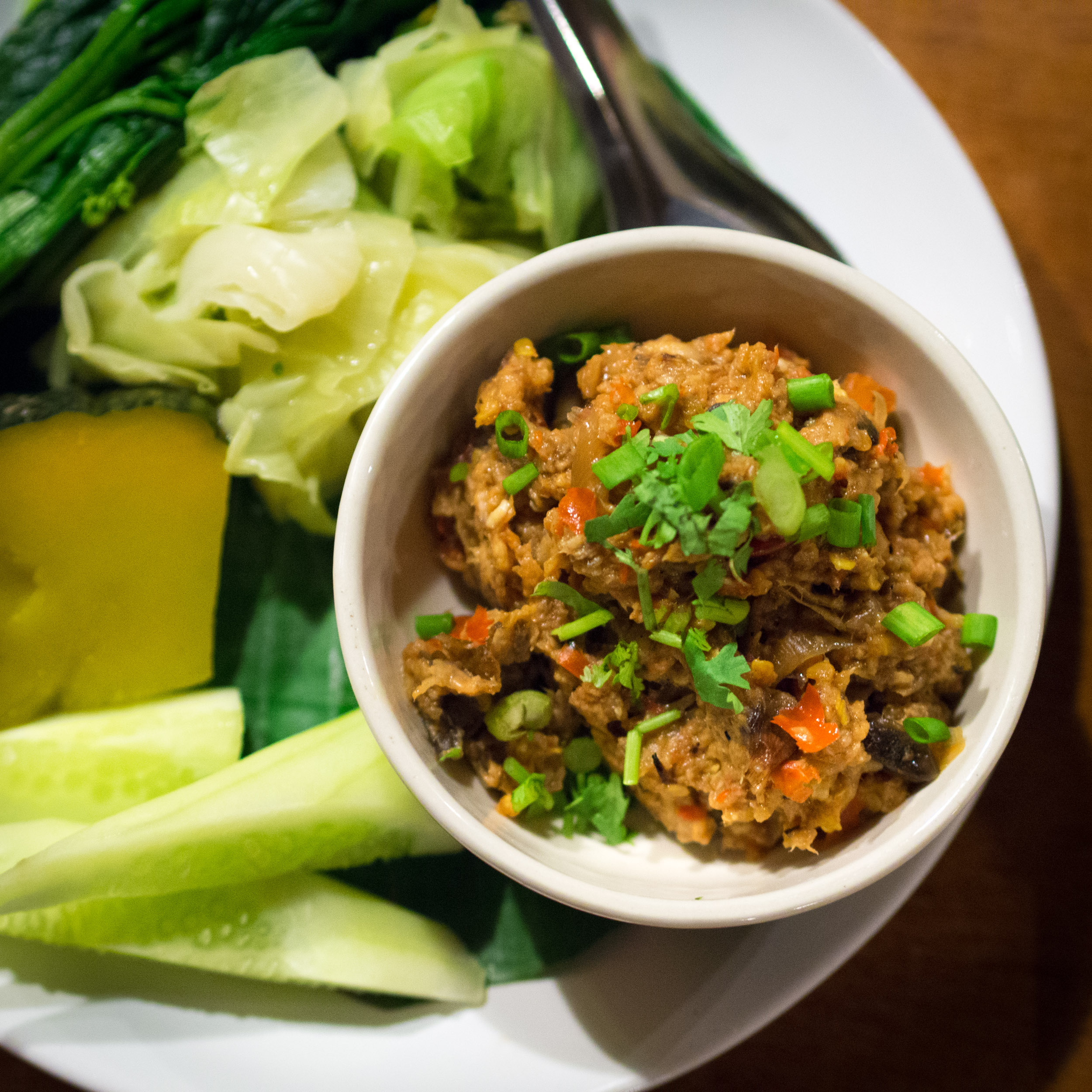
نام فاریک پلا چیخمیر چیلی از شمال تایلند که با ماهی کبابی تهیه می‌شود. با سبزیجات خام و بخارپز به عنوان یکی از غذاهای یک وعده غذایی عمومی سرو می‌شود.
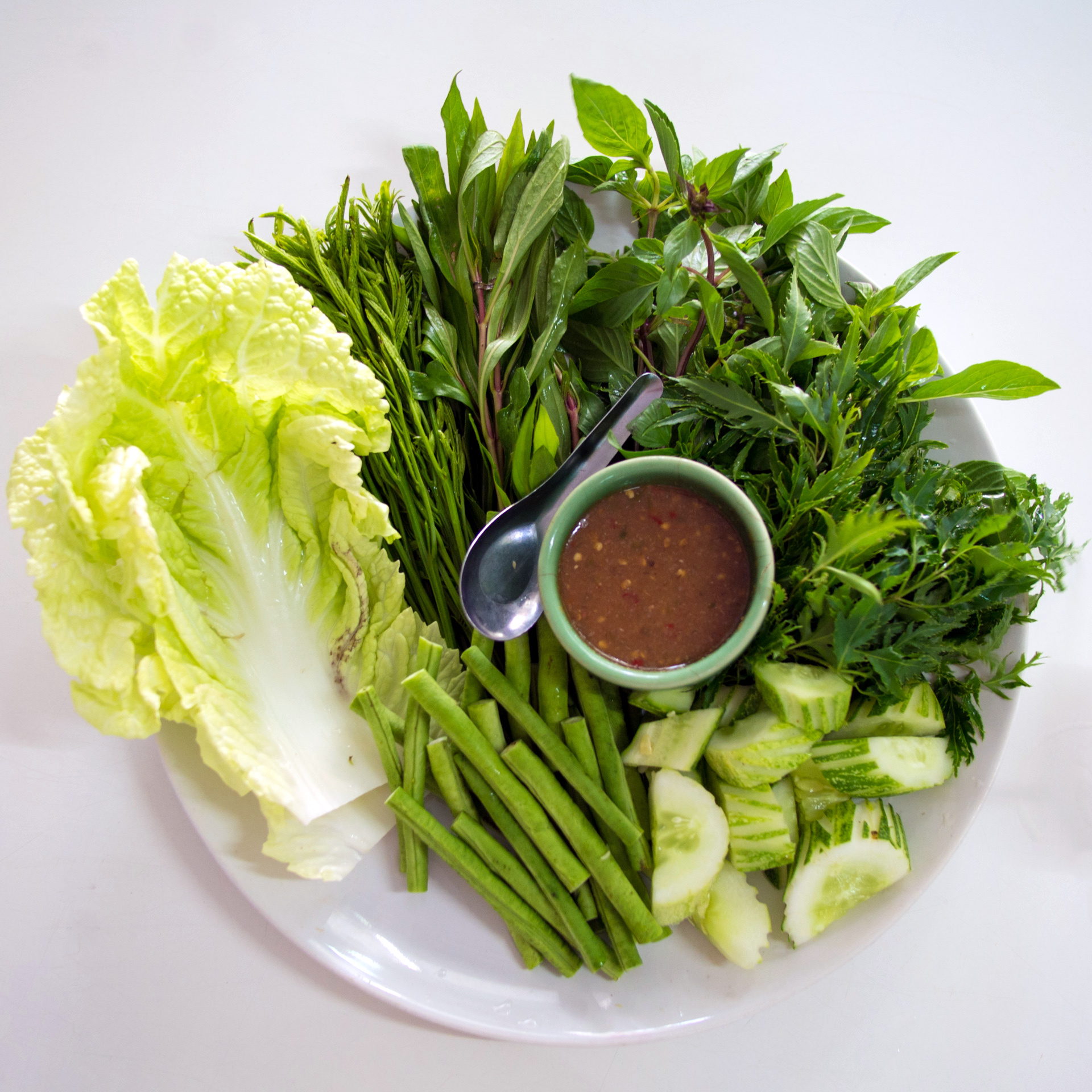
در رستوران‌های جنوب تایلند غالباً یک بشقاب سبزیجات و گیاهان با نام فریک کاپی به عنوان پیش غذا سرو می‌شود.